# سن نان
سن نان (بالصينية: 孫楠) هو مغني صيني، ولد في 18 فبراير 1969 في داليان في الصين.

## وصلات خارجية
- سن نان على موقع IMDb (الإنجليزية)
- سن نان على موقع ميوزك برينز (الإنجليزية)
- سن نان على موقع قاعدة بيانات الفيلم (الإنجليزية)
- سن نان على موقع كينوبويسك (الروسية)